# Pepe Castillo Ruiz
Pepe Castillo es un músico y escritor español que formó parte del grupo Los Íberos como sustituto del batería Diego Cascado Sepúlveda, banda de culto de la música española en los años 60 y 70 que destacó con temas como Summertime Girl y Liar, Liar. Tuvo recorrido internacional en sus inicios como orquesta con actuaciones en Inglaterra, Alemania, Suiza, Austria e Irlanda.

## Reseña biográfica
Como otros miembros de la orquesta Los Íberos, Pepe Castillo se formó en el conservatorio María Cristina de Málaga. Con Torremolinos (Málaga) como foco de la movida musical de la época, Pepe Castillo formó parte de los primeros Íberos, que estaba formado por él como batería, Enrique Lozano (guitarrista), Juan Manuel Luengo (saxofón, percusión, vibráfono y flauta travesera), Pedro Ramírez (clarinete y bajo) y Gabriel Robles Ojeda (piano). Posteriormente entró el pianista Antonio Martín. 
A mediados de 1966, Enrique Lozano abandona la orquesta, y empieza de cero con nuevos componentes, ya como banda de pop. Pepe Castillo queda al margen, aunque posteriormente se incorporaría a la banda musical en sustitución del batería Diego Cascado Sepúlveda. La banda Los Iberos lanzó nueve sencillos y un LP, entre 1968 y 1973 fueron un grupo popular por sus apariciones en la televisión y por rodar dos películas: ‘Un, dos, tres, al escondite inglés’ de Iván Zulueta y ‘Topical Spanish’ de Ramón Masats.
El grupo se disolvió en 1973, aunque Pepe Castillo siguió ligado a la música en otros grupos. En 2017 recupera un viejo proyecto de escritura y publica su primera novela, El color de los sueños (Exlibric), una historia de amor en la Guerra Civil con una importante presencia de la profesión musical y donde no faltan escenarios internacionales.

## Discografía
- Summertime Girl / Hiding Behind My Smile (1968)
- Las Tres de la Noche / Corto y Ancho (1968)
- Nightime / Why Can't We Be Friends (1969)
- Liar, Liar / Mary Ann She (1969)
- Te Alcanzaré / Amar en Silencio (1970)
- Fantastic Girl / Back in Time (1970)
- Angelina / Con Tu Amor (1970)
- Mañana / Isabel (1972)
- María, Tobías y John / Bájo el Álamo (All' Ombra) (1973)[4]